# Holtanna
Der Holtanna (m, auch f; norwegisch für „hohler Zahn“) ist ein 2650 m hoher Berg der Drygalskiberge in Neuschwabenland (Ostantarktika), gut 200 Kilometer landeinwärts der Dublitskiy Bay an der Prinzessin-Astrid-Küste. Er ragt 800 Meter aus der Eisfläche empor.
Der Berg wurde von der norwegischen Antarktisexpedition 1956–1960 unter anderem mit Hilfe von Luftaufnahmen vermessen und kartiert.

## Alpinismus
Die Erstbesteigung des Holtanna gelang Alain Hubert, Ralf Dujmovits, André Georges, Daniel Mercier, Fabrizzio Zangrilli und René Robert in 10 Tagen über eine Route im Schwierigkeitsgrad ED/ABO 6b A2–A3 über den Südpfeiler. Der Gipfel wurde in der Nacht vom 31. Dezember 2000 auf den 1. Januar 2001 erreicht.
Der 2630 m hohe Nordgipfel war bereits 1994 von Robert Caspersen, Sjur Nesheim und Ivar Tollefsen bestiegen worden.
2008 bestiegen Thomas Huber, Alexander Huber und Stephan Siegrist erstmals die Westwand des Südpfeilers über die Route Eiszeit (Schwierigkeitsgrad VII+ A4).